# Schleifmühlviertel

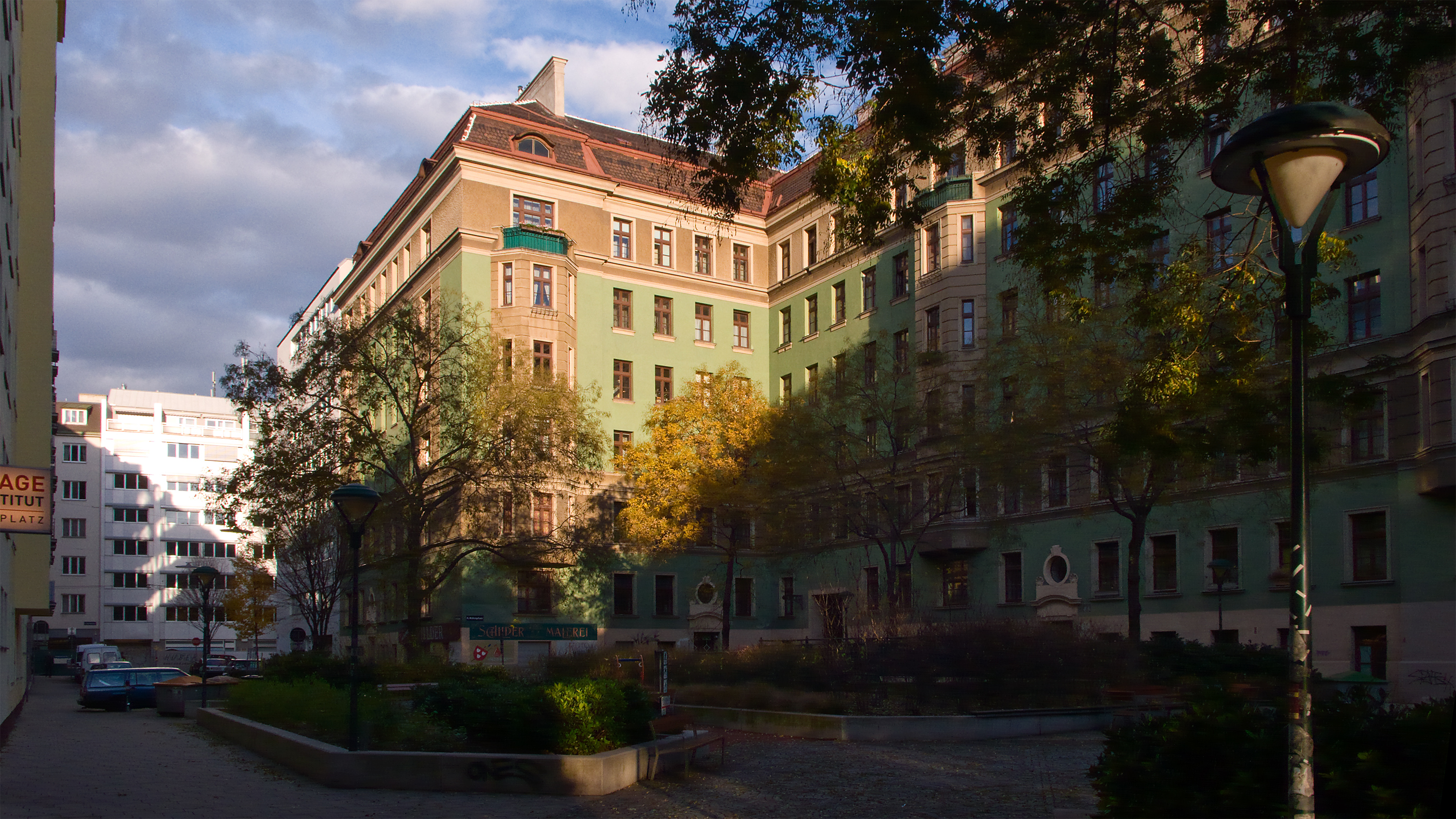
Der Kühnplatz im Schleifmühlviertel

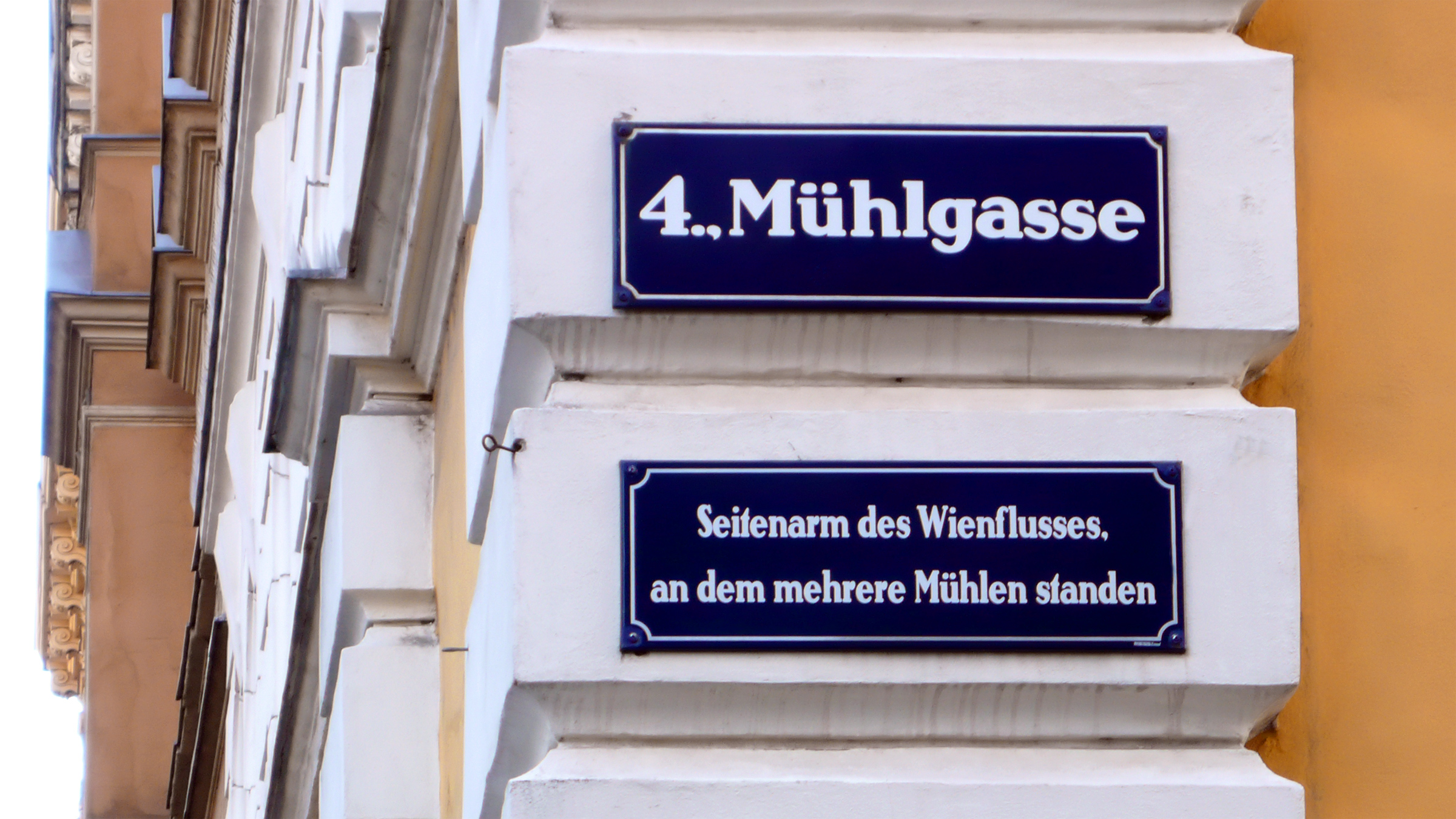
Mühlgasse

Als Schleifmühlviertel bezeichnet man die Gegend im Bereich der Schleifmühlgasse im 4. Wiener Gemeindebezirk Wieden. Das Grätzl liegt in der Nähe des Naschmarkts und der Technischen Universität und ist nicht klar vom benachbarten Freihausviertel (im Bereich des ehemaligen Freihauses auf der Wieden) abgrenzbar. Das Schleifmühlviertel ist für sein Kunst- und Kulturangebot mit einigen Galerien bekannt, aber auch für viele Lokale und Bars mit unterschiedlichem Publikum. 

## Geschichte
Im Bereich der heutigen Schleifmühlgasse befand sich einst ein Nebenarm des Wienflusses, der als Mühlbach zum Betrieb der dort gelegenen Mühlen genutzt wurde. Hier befand sich auch eine bereits 1582 urkundlich erwähnte Waffenschleif- und Poliermühle. Eine um diese Mühle entstandene Siedlung wurde Schleifmühl und später Mühlfeld genannt.